# Estêvão Brioso de Figueiredo
Estêvão Brioso de Figueiredo (Évora, 1630 - Funchal, 20 de maio de 1689) foi um prelado português, bispo de Olinda e do Funchal.

## Biografia
D. Estêvão Brioso de Figueiredo foi ordenado padre em 15 de junho de 1658. Era vigário geral de Lisboa quando foi nomeado primeiro Bispo de Olinda, em 15 de julho de 1677, sendo confirmado seu nome pelo Papa Inocêncio XI no mesmo ano. Chega e assume a diocese em 14 de abril de 1678. Criou vários capítulos e visitou as terras da Paraíba e do Rio Grande do Norte. Após quase ser alvejado por um tiro de espingarda no paço episcopal, consegue a remoção para Portugal, sendo nomeado bispo do Funchal em 27 de setembro de 1683, ali ficando até falecer em 1689.